# Gouvernement Hamrouche
République Algérienne
Merbah Ghozali I
Le gouvernement de Mouloud Hamrouche était le gouvernement algérien en fonction du 9 septembre 1989 au 18 juin 1991,.
Il est marqué notamment par la promotion du général major Khaled Nezzar, nommé Ministre de la défense, c'est la première fois depuis 1963 que le Président de la République ne détient pas le portefeuille de la défense. Ce gouvernement prendra fin le 4 juin 1991 à la suite de la déclaration de l'état de siège.

## Ministres

### Composition initiale
| Portefeuille                                                   | Ministre                    |
| -------------------------------------------------------------- | --------------------------- |
| Chef du gouvernement                                           | Mouloud Hamrouche           |
| Ministre de la Défense nationale et Président de la République | Chadli Bendjedid            |
| Ministre des Affaires étrangères                               | Sid Ahmed Ghozali           |
| Ministre de la Justice                                         | Ali Benflis                 |
| Ministre des Affaires religieuses                              | Saïd Chibane                |
| Ministre de l’Intérieur                                        | Mohamed Salah Mohammedi     |
| Ministre de l’Éducation                                        | Mohamed El Mili             |
| Ministre de la Jeunesse                                        | Abdelkader Boudjemaa        |
| Ministre de l’Économie                                         | Ghazi Hidouci               |
| Ministre des Affaires sociales                                 | Mohamed Ghrib               |
| Ministre de l’Agriculture                                      | Abdelkader Daoud            |
| Ministre de l’Industrie                                        | Hacène Kahlouche            |
| Ministre de l’Équipement                                       | Cherif Rahmani              |
| Ministre des Mines                                             | Sadek Boussena              |
| Ministre des Transports                                        | El Hadi Khediri             |
| Ministre des Postes et Télécommunications                      | Hamid Sidi Saïd             |
| Ministre de la Santé                                           | Akli Khedis                 |
| Ministre délégué aux Collectivités locales                     | Benali Henni                |
| Ministre délégué aux Universités                               | Abdessalem Ali Rachdi (FFS) |
| Ministre délégué à la Formation professionnelle                | Abdenour Keramane           |
| Ministre délégué à l’Organisation du commerce                  | Smaïl Goumeziane            |
| Ministre délégué à l’Emploi                                    | Amar Kara Mohamed           |
| Ministre délégué au Sports                                     | Madjid Gadouche             |
| Secrétaire d'État aux Affaires maghrébines                     | Abdelaziz Khellef           |

### Remaniement du 25 juillet 1990
| Portefeuille                                        | Ministre                |
| --------------------------------------------------- | ----------------------- |
| Chef du gouvernement                                | Mouloud Hamrouche       |
| Ministre de l’Intérieur                             | Mohamed Salah Mohammedi |
| Ministre de la Défense nationale                    | Khaled Nezzar           |
| Ministre des Affaires étrangères                    | Sid Ahmed Ghozali       |
| Ministre de la Justice                              | Ali Benflis             |
| Ministre de l’Économie                              | Ghazi Hidouci           |
| Ministre des Mines et de l’Industrie                | Sadek Boussena          |
| Ministre de l’Éducation                             | Ali Benmohamed          |
| Ministre des Affaires religieuses                   | Saïd Chibane            |
| Ministre des Universités                            | Mustapha Chérif         |
| Ministre de la Jeunesse                             | Abdelkader Boudjemaa    |
| Ministre des Affaires sociales                      | Mohamed Ghrib           |
| Ministre de l’Agriculture                           | Abdelkader Daoud        |
| Ministre de l’Équipement                            | Mohamed Kenifed         |
| Ministre des Transports                             | Hacène Kahlouche        |
| Ministre des Postes et Télécommunications           | Mohamed Serradj         |
| Ministre de la Santé                                | Hamid Sidi Saïd         |
| Ministre délégué aux Collectivités locales          | Benali Henni            |
| Ministre délégué à la Formation professionnelle     | Abdenour Keramane       |
| Ministre délégué à l’Organisation du commerce       | Smaïl Goumeziane        |
| Ministre délégué à l’Emploi                         | Amar Kara Mohamed       |
| Ministre délégué à la Recherche et à la Technologie | Chérif Hadj Slimane     |
| Secrétaire d’État aux Affaires maghrébines          | Abdelaziz Khellef       |